# 胡壽椿
胡壽椿（？—？），原名定仁，字大年，號硯生，江西南昌縣人。清朝翰林。

## 生平
胡壽椿於道光二十三年（1843年）癸卯科鄉試考中舉人，道光二十七年（1847年）中式丁未科二甲第二十七名進士，改庶吉士，散館授翰林院編修。官至河南道、貴州道監察御史。欽加四品卿銜。回鄉後曾任豫章書院山長。

## 作品
同治十二年（1873年）闰六月二十一日，時任豫章書院山長的胡壽椿偕友至百花洲賞玩，作《闰六月二十一日晨至百花洲看并蒂蓮口占詩》云：
風送荷香曲水隈，清晨湖上納涼來。
莊嚴色相重臺現，綽約豐神并蒂開。
倘引鴛鴦花是伴，偶飛蝴蝶影相猜。
游人賞去休輕折，留得詩情待雨催。
另外，今滕王閣三層有其對聯：
樓閣重新，對南浦西山，形胜平分吳楚界；
賓朋如昨，想詞宗武庫，襟懷高挹古今秋。